# Polenta
Pour le film de 1982, voir Polenta (film).
La polenta, polente, ou encore poleinte, polenda ou pulenda (en francoprovençal : polenta [pɔ.ˈlɛ̃.ta] ; echtinga dans l'argot des sabotiers d'Ayas ; puluntu en töitschu ; en italien : polenta [poˈlɛnta] ; en Vénétie poenta ;  en provençal poulento et carlon dans le canton du Tessin), est un aliment d'origine italienne à base de farine de maïs ou d'autres céréales. C'est l'un des plus vieux plats au monde.
Il existe une variante en Corse, sous la dénomination de pulenta ou pulenda, cette fois-ci à base de farine de châtaigne.
Bien que connue dans ses différentes variantes presque sur tout le sol italien, elle constituait autrefois l'aliment de base de la cuisine pauvre dans diverses régions du nord des Alpes, des préalpes italiennes, de la plaine du Pô, des Apennins du Nord, de Lombardie, de Vénétie,, de la Vallée d'Aoste, du Piémont, de la Ligurie, de la province autonome de Trente, d'Émilie-Romagne et du Frioul-Vénétie Julienne, régions dans lesquelles elle est assez répandue. La polenta est aussi traditionnellement cuisinée en Toscane et dans les régions montagneuses de l'Ombrie et des Marches, des Abruzzes, du Latium et du Molise.
Très consommée dans le canton du Tessin en Suisse, le comté de Nice, la Savoie et la Corse en France, la Bulgarie, la Roumanie, la Moldavie et le Cône Sud en Amérique du Sud, elle se présente sous forme de galette ou de bouillie à base de semoule ou de farine de maïs.
Nature ou crémeuse, elle peut être servie chaude, cuite au bouillon ou au lait ou encore en galettes revenues à la poêle.

## Étymologie
Le mot « polenta » était déjà connu des Romains, chez qui il désignait une bouillie d'orge ou d'épeautre. Il est à rattacher aux autres mots latins puls (« bouillie de farine ») et pollen (« fleur de farine »).  Épicure se déclarait satisfait « comme Jupiter si on lui donne de la polenta et de l'eau »[réf. souhaitée].
Le mot français est un emprunt aux langues arpitane et italienne, qui toutes les deux utilisent le terme polenta. Dans ces deux langues, le mot est paroxyton, où le a final atone devient normalement un e muet en français, ce qui explique pourquoi dans les régions de langue arpitane comme la Suisse romande, la Savoie, la Vallée d'Aoste ou le Lyonnais, on utilise le terme polente ou polinte : la population a emprunté le terme en arpitan et l'a assimilé à la phonologie française. Dans les autres régions de langue française, le mot a été emprunté sans en connaître la prononciation d'origine : l'accent a basculé sur la dernière syllabe et le a continue d'être prononcé, mais dans des conditions phonologiques différentes.
Gabriella Sonnante et d'autres soutiennent que le puls original était composé d'un mélange qui comprenait des graines de légumineuses, peut-être même spontanées, et que le terme anglais pulses, qui désigne les légumineuses en général, provient du pulus pré-romain. L'étymologie anglaise du mot confirme cette observation puisqu'elle fait remonter le nom au XIIIe – XIVe siècle pour désigner généralement les légumineuses, avec une dérivation probable de l'archaïque français pols et du grec ancien poltos, avec le sens de soupe épaisse. À cet égard, il convient de noter que, notamment dans certaines régions du sud de l'Italie, une polenta à base de fèves est préparée, accompagnée de légumes comme la chicorée.
Ayant pour terre d'élection les montagnes et les vallées du Nord de l'Italie, polentoni est le terme utilisé par les Méridionaux pour désigner leurs rivaux du Nord.

## Histoire

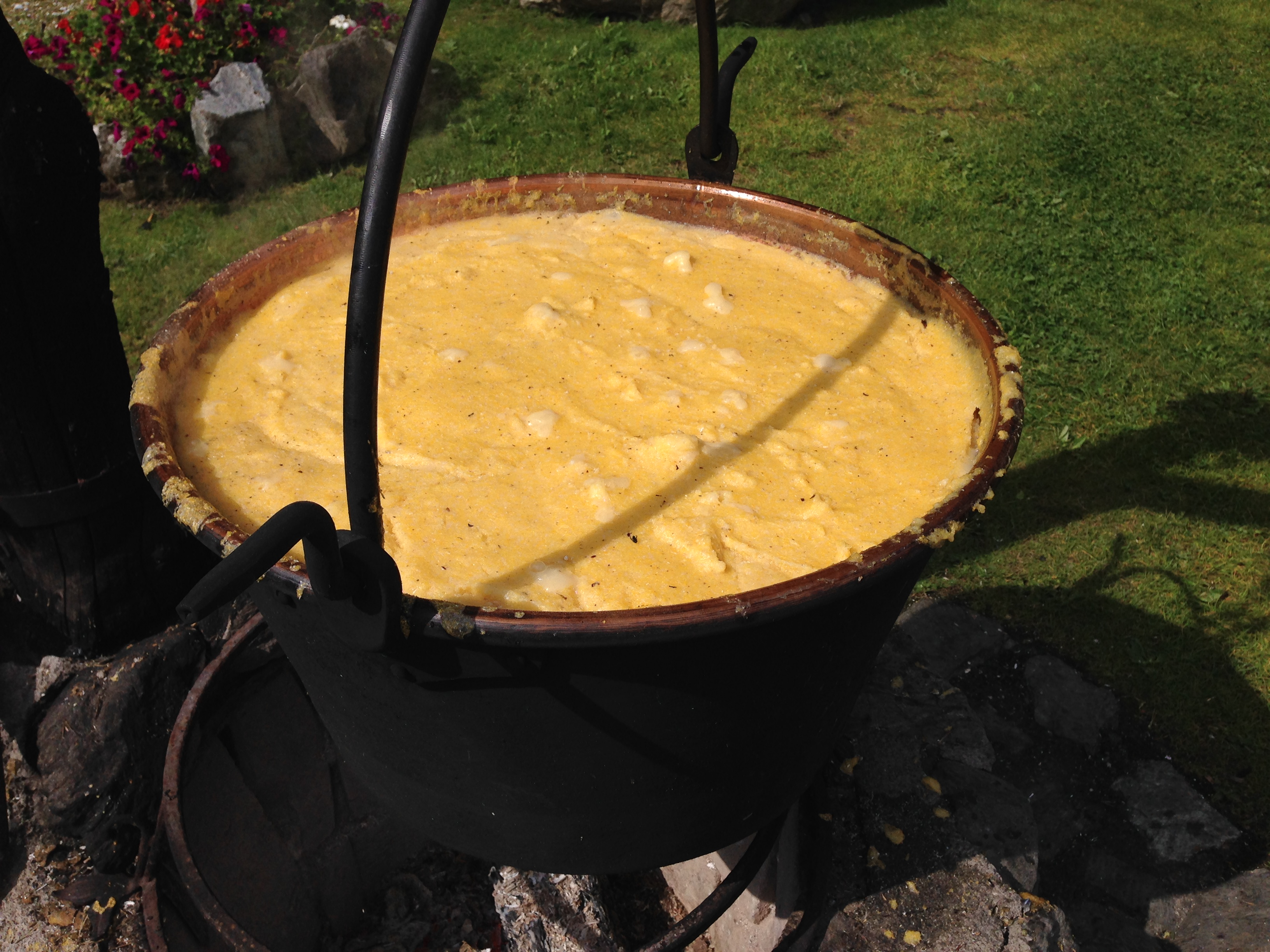
Cuisson au chaudron.

Dans l'Antiquité, la puls (bouillie d'épeautre) est le plat national du petit peuple romain. On l'appelle polenta quand elle est faite d'orge. Au Moyen Âge, la polenta de châtaigne, d'épeautre ou de céréales mélangées (polenta mugna, nera ou taragna) est largement consommée dans toute l'Italie.
Dans son ouvrage Storia dei Vespri Siciliani, Michele Amari écrit que lors d'un des sièges des Français (1282-1283) sous les murs de la ville de Messine, des femmes siciliennes ont nourri les soldats avec de l'eau et de la polenta. 
La céréale de base la plus utilisée de toutes est le maïs, importé en Europe d'Amérique au XVIe siècle, ce qui lui donne sa couleur jaune caractéristique, alors qu'auparavant elle était plus foncée car elle était fabriqué principalement avec du farro ou du seigle, et plus tard avec du sarrasin importé d'Asie . Bien qu'un spécimen de maïs apparaisse dans l'Herbier d'Ulisse Aldrovandi (Bologne, 1551), les premières mentions écrites de cultures de maïs en Italie font référence aux territoires de la république de Venise, où le maïs arrive du Mexique, implanté par les Vénitiens, en particulier dans leur arrière-pays pauvre, le Frioul, où il devient une source de revenus non négligeable et éloigne la famine. 
Le maïs essaime à travers toute la Péninsule au XVIIe siècle, accoutumé dans la cuisine selon les habitudes locales en bouillie.
La polenta di Sardegna, également connue sous le nom de purenta, pulenta ou farru (polenta d'orge), serait déjà connue dans la culture nuragique, comme en témoignent les divers mortiers et autres outils d'époque utilisés pour la transformation de cet aliment et les résidus fossiles des cultures de graminées utilisées pour obtenir cette farine depuis 3000 av. J.-C. Les mêmes Romains, qui à l'époque archaïque mangeaient de la polenta de farro et d'orge, feront, entre 238 av. J.-C. et 456, de la Sardaigne, en particulier de la plaine du Campidano, une terre de culture d'herbes, préférant, parmi les différents produits, le blé, comme ingrédient de base pour créer la polenta et aussi le pain. La production était telle que, à l'époque républicaine, la Sardaigne est désignée comme  « grenier de Rome ». À une époque plus récente, le blé dur reste l'élément le plus exploité pour créer ce plat traditionnel de l'île, malgré le fait que les châtaignes et les glands aient également été utilisés, pour fabriquer la précieuse farine, ou d'autres produits tels que l'avoine et le seigle, ces derniers en usage au Moyen Âge et, plus tard, le riz. La farine jaune pour préparer la polenta sarde est accompagnée d'autres aliments tels que la saucisse italienne, le pecorino sardo, la lard maigre, ainsi que des légumes tels que l'ail, l'oignon, la carotte, le céleri, le persil, nécessaires pour aromatiser et enrichir ce plat.

## Caractéristiques

### Farine
Le terme polenta dérive du latin puls, une sorte de farro (en latin far d'où le mot « farine » dérive) qui constituait la base de l'alimentation des anciennes populations italiques. Les Grecs, quant à eux, utilisaient généralement de l'orge. Avant l'introduction du maïs (après la découverte de l'Amérique), la polenta était produite exclusivement avec diverses autres céréales telles que, outre l'orge et l'épeautre ou farro précités, le seigle, le millet, le sarrasin et même le blé ; dans une moindre mesure, notamment dans les régions montagneuses, des farines de châtaigne et de haricot donnent une pâte plus sucrée. Les polentas faites avec ces céréales sont plus rares, surtout en Europe.
La farine de polenta est habituellement moulue sur pierre (« bramata ») plus ou moins finement selon la tradition de la région de production. 

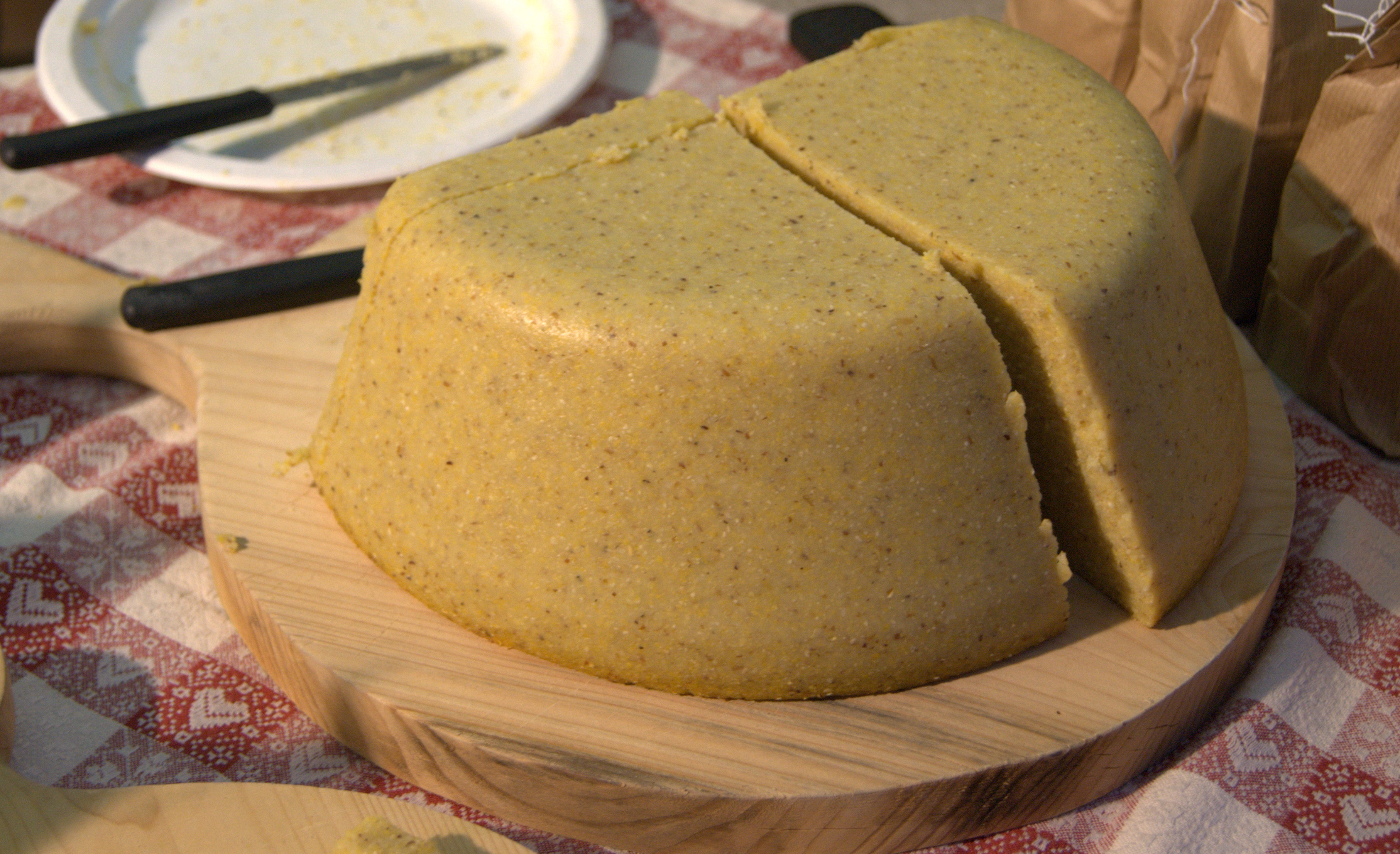
Polenta servie de manière traditionnelle sur une planche à découper ronde en bois.

La semoule est plus jaune et plus granuleuse que la farine, plus blanche en Vénétie. Elle peut être plus sombre et rustique, lorsqu'on y ajoute de la farine de sarrasin (polenta taragna en Valteline). La mouture est variable d'une région à l'autre, donnant une consistance plus ou moins épaisse. La grossa, une semoule grossière, est utilisée pour la polenta ferme, à frire ou à griller ; la bramata, issue d'un maïs juste décortiqué et moulu, pour la polenta classique à cuisson longue. Pour obtenir une polenta moelleuse, la fine est privilégiée, et la fioretto (très fine) pour la polenta à enfourner, la polenta moelleuse, la pâtisserie, la boulange et la chapelure. La fumetto est utilisée pour la pâtisserie, la boulange et la panure. 
En Languedoc et dans le Sud-Ouest, on parle donc de millas (de millet), millasse ou encore milliasse.

### Préparation

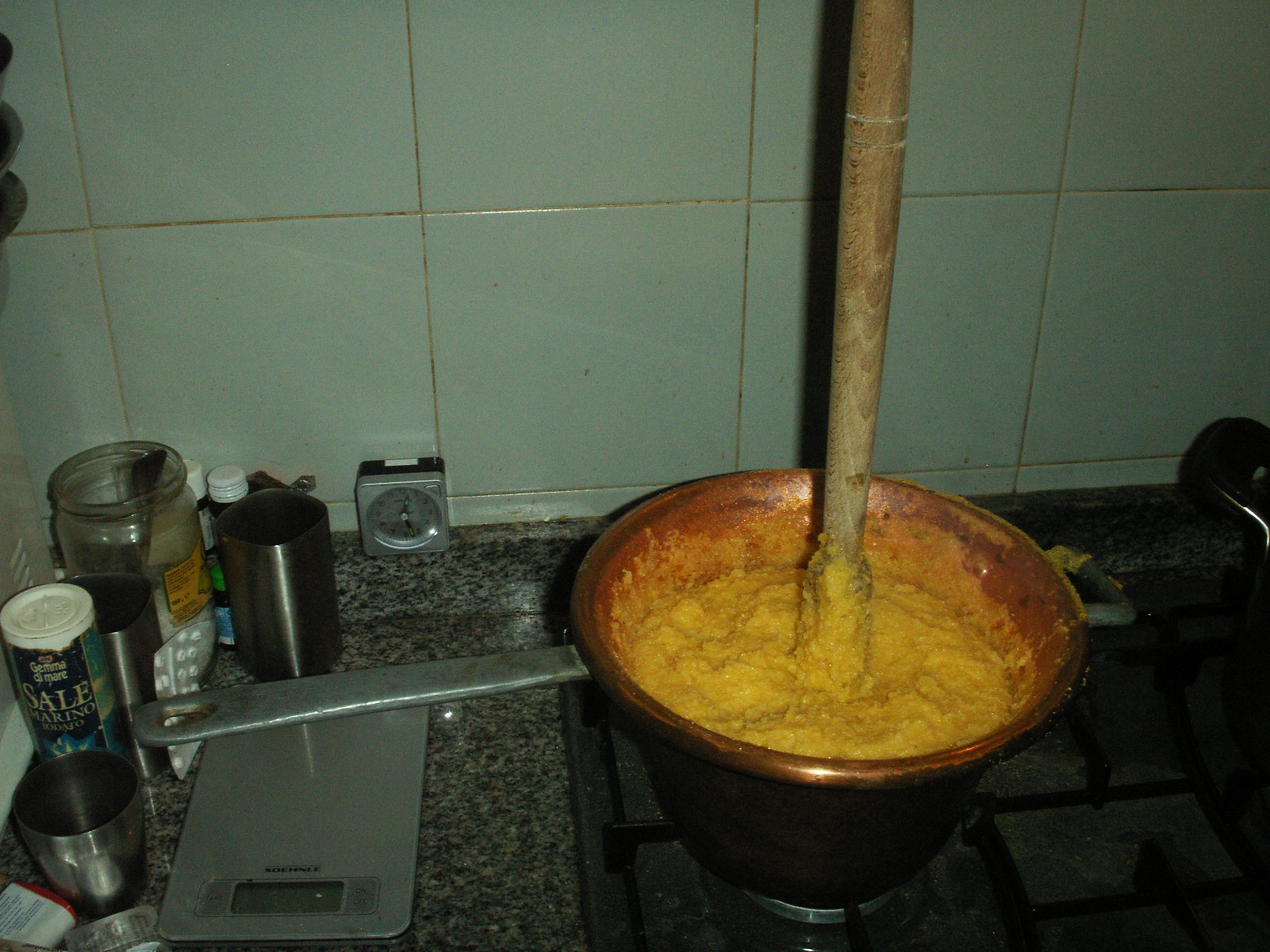
Préparation.

La polenta est produite en faisant cuire pendant un long moment une pâte semi-épaisse constituée d'un mélange d'eau et de semoule de maïs. Celle-ci est versée dans de l'eau bouillante salée, dans un chaudron (traditionnellement en cuivre) ; elle est traditionnellement agitée en continu avec un bâton de bois de noisetier pendant au moins une heure.
On utilise une cuillère en bois (ou un bâton) pour éviter que la préparation n'attache pendant la cuisson. Parfois, on utilise un rameau dont on a enlevé l'écorce et auquel on a laissé la naissance de quatre branches. Le chaudron de cuivre à fond sphéroïdal facile à racler était un luxe de cuisinier, idéal pour ceux qui en avaient les moyens. Une phase au four peu courante simplifiait l'obtention correcte de l'état final de cuisson. Les autocuiseurs ont aussi beaucoup changé les habitudes. L'industrie alimentaire actuelle propose aujourd'hui des polentas précuites, plus rapides à préparer avec un temps de cuisson de cinq minutes au lieu des quarante-cinq minutes traditionnelles.
En général, la polenta est présentée à table sur une planche circulaire recouverte d'un torchon et est servie, selon sa consistance, à la cuillère, coupée en tranches, avec un couteau en bois ou avec un fil de coton, par en dessous et vers le haut, mais elle peut aussi être savourée dans son reste de bouillon, à l'état quasi liquide (en Haute-Savoie, par exemple).
Les variables d'ajustement dans sa préparation sont : le rapport entre l'eau et/ou le lait et la farine, le temps de cuisson, la variété de maïs et la granulométrie.
La polenta se marie très bien avec le beurre, les fromages à pâte molle et les plats qui contiennent beaucoup de sauce, les viandes mijotées en général.

## Variantes

### Recettes et variations régionales en Italie
Chaque région a sa préparation particulière. Dans la région de Bergame, la polenta est souvent granuleuse, jaune, et accompagnée de saucisses ou d'une caille arrosée de son jus (polenta a l'usei). En Vénétie, la polenta est préparée à l'avance avec de la farine blanche, puis découpée en rectangles et réchauffée à la poêle. Dans la province de Macerata, la préparation est plus liquide. En province autonome de Trente, elle est additionnée de fromage, parfois de viande ou même de pommes de terre. Dans la région de Bologne, on la sert accompagnée de friggione.
Au Nord de l'Italie, la polenta peut être crémeuse ; elle est servie dans sa version ferme au centre, et est plus onctueuse au Sud.

#### Polenta alla carbonara
Plat traditionnel des bûcherons et charbonniers des communes faisant partie de l'union montagnarde de Catria et Nerone, dans la région des Marches, la polenta alla carbonara est à base de farine de maïs, de porc ou de pancetta et de fromage râpé. Il existe une version cuite au four, la polentone alla carbonara.

#### Polenta taragna

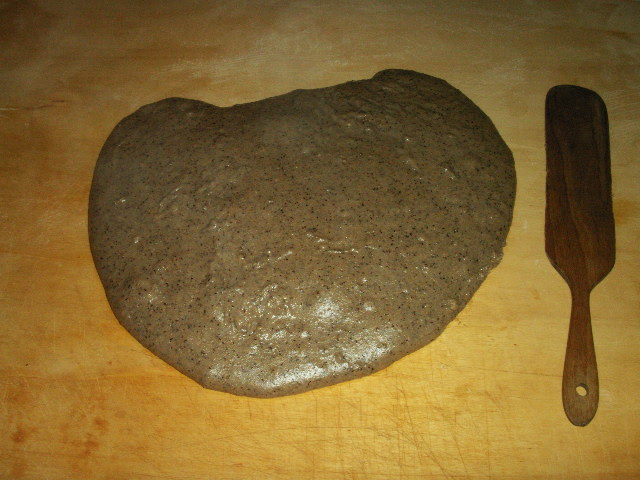
Polenta taragna.

Connue dans de nombreuses régions simplement sous le nom de taragna, c'est une recette typique de la cuisine Valteline, mais elle est également bien connue dans les régions de Lecco, Comasco, Bergame, la province de Brescia et le Canavais. Son nom dérive du tarai (tarell en lombard), un long bâton utilisé pour la mélanger dans la marmite en cuivre dans laquelle elle est préparée. Comme les autres polentas des montagnes lombardes (par exemple, la pulénta vüncia, polenta uncia, « qui se graisse » en lombard), elle est préparée avec un mélange de farines contenant de la farine de sarrasin, ce qui lui donne sa couleur foncée typique, contrairement aux préparations de la plupart des autres régions, qui n'utilisent qu'un seul type de farine, obtenant ainsi une polenta jaune. Contrairement à l'uncia, dans la polenta taragna, le fromage est incorporé pendant la cuisson.

#### Polenta cròpa
Variante de la taragna, elle est originaire du Val d'Arigna, situé au centre des Alpes bergamasques. Sa particularité est qu'elle est cuite dans de la crème et réalisée avec de la farine de sarrasin, de la purée de pommes de terre et du fromage.

#### Polenta bianca
Plat typique du Frioul, de la province de Trévise, de la Polésine, de la province de Padoue et, en général, de l'arrière-pays vénitien, elle est préparée avec de la farine de maïs Biancoperla, qui est précisément de couleur blanche.

#### Polenta e osèi
Plat typique de la Vénétie et des régions de Bergame et Brescia, sa particularité est d'accompagner la polente con uccelli (osèi, « oiseaux »). Cependant, l'alliance de la polenta à du cünì/cönécc (lapin) et d'autres viandes cuites braisées ou rôties est très courant.

#### Polenta concia
Concia est l'italianisation du terme lombard/piémontais consa (habillée, assaisonnée). C'est l'un des plats typiques les plus connus de la cuisine valdôtaine et de la province de Biella. Appropriée pour réconforter et réchauffer par temps froid, elle est également connue sous le nom de polenta grassa ou concia, lorsque du fromage de montagne fondu est ajouté à la semoule de maïs. Il ne s'agit pas d'une recette figée, mais elle est essentiellement préparée en faisant fondre des cubes de fontine et/ou de tome piémontaise et/ou de lait et/ou de beurre en fin de cuisson.
- Dans la variante valdôtaine, fontine, tomme de Gressoney et beurre sont versés dans le chaudron presque en fin de cuisson.
- Dans la variante de la province de Biella, le beurre est ajouté au chaudron, avec la tome ou le maccagno. La polenta concia est versée directement dans l'assiette avec une louche, puis une quantité copieuse de beurre fondu est ajoutée sur le dessus.
- Dans la variante de la province de Plaisance, la pulëinta consa se compose de fines couches de polenta recouvertes de sauce qui alternent avec une généreuse pincée de Grana Padano.

#### Pulenta uncia
La pulenta uncia est préparée dans la région du lac de Côme. Elle est préparée avec un mélange de farine de maïs et de sarrasin dans le chaudron, mélangée à un sauté de beurre, d'ail et de sauge avec du fromage semüda typique ou un fromage semi-gras des alpages, jusqu'à l'obtention d'un mélange homogène, d'où le terme voncia ou uncia, qui en langue lombarde signifie « gras ».

#### Polente à la valdôtaine
La polente à la valdôtaine est une polenta généreusement farcie de fontine et de beurre.

#### Toch
Cuisinée dans la région du lac de Côme, il s'agit d'une polenta à base de farine de maïs, d'eau, de beurre et de fromages à pâte fraîche locaux, qui se consomme uniquement à l'aide d'une cuillère en bois et des mains.

#### Pult
Polenta très moelleuse toujours préparée sur le lac de Côme en mélangeant de la farine de maïs et de blé, elle se cuisine surtout en été et se déguste trempée dans du lait froid.

#### Polenta e bruscitti

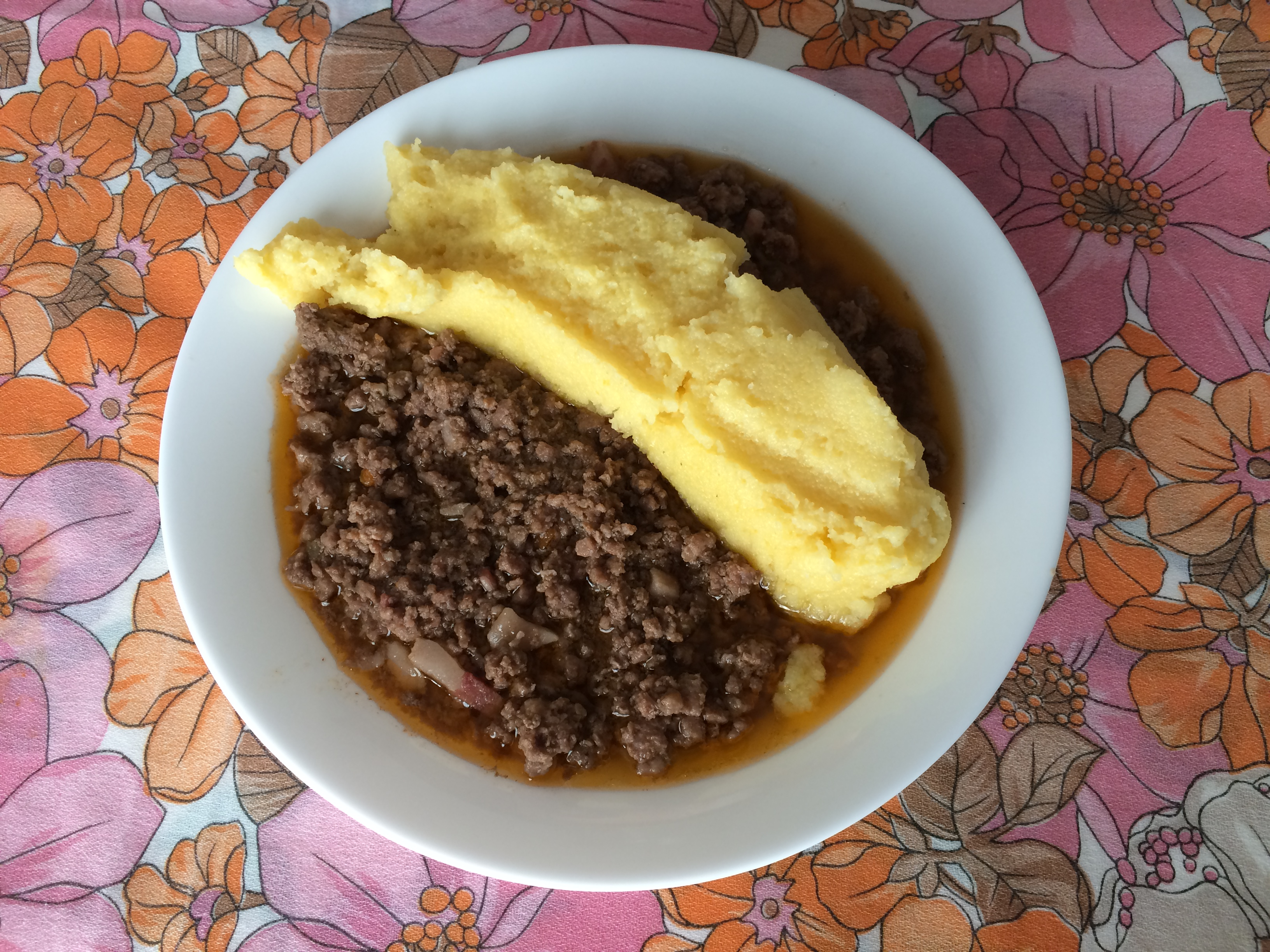
Plat de polenta e bruscitti.

C'est un plat typique de la province de Varèse et de l'Alto Milanese à base de polenta et de viande hachée.

#### Polenta con le sepe
Polenta aux seiches, c'est un plat de la cuisine de Trieste et de Venise (souvent en version « noire »). À Trieste, les alternatives ajoutent des saucisses, des œufs brouillés, du goulasch ou, autrefois, des prunes cuites.

#### Polenta saracena
Plat typique du haut Tanaro, elle tire son nom du sarrasin utilisé.

#### Frascatula
Recette typique du Basilicate, mais aussi de Sicile et de Calabre, elle est préparée avec de la farine de maïs, une pomme de terre et du saindoux. Elle est généralement accompagnée de sauce, de cotechino ou de saucisse. Elle peut également être servie avec du vin cuit.

#### Polenta con i ciccioli
Recette répandue dans la majeure partie de l'Italie du Nord, elle prend différentes dénominations. Il existe essentiellement deux façons de cuisiner la polenta con i ciccioli (polenta avec des grattons) : dans la première, les grattons sont cuits avec la polenta, ajoutés à la pâte à différentes étapes de cuisson, conformément à la tradition locale spécifique, comme dans le cas de la pulëinta e graséi, consommée à Piacentino ; dans la seconde, la plus courante, les grattons sont insérés dans une tranche de polenta grillée, comme dans le cas de la pulenta et de la grepule, typiques de la province de Mantoue.

#### Polenta all'erba amara
La polenta aux herbes amères, plat typique de la cuisine de Mantoue, est préparée avec de la farine de maïs, du beurre, de la menthe-coq et du parmesan râpé.

#### Polenta fritta

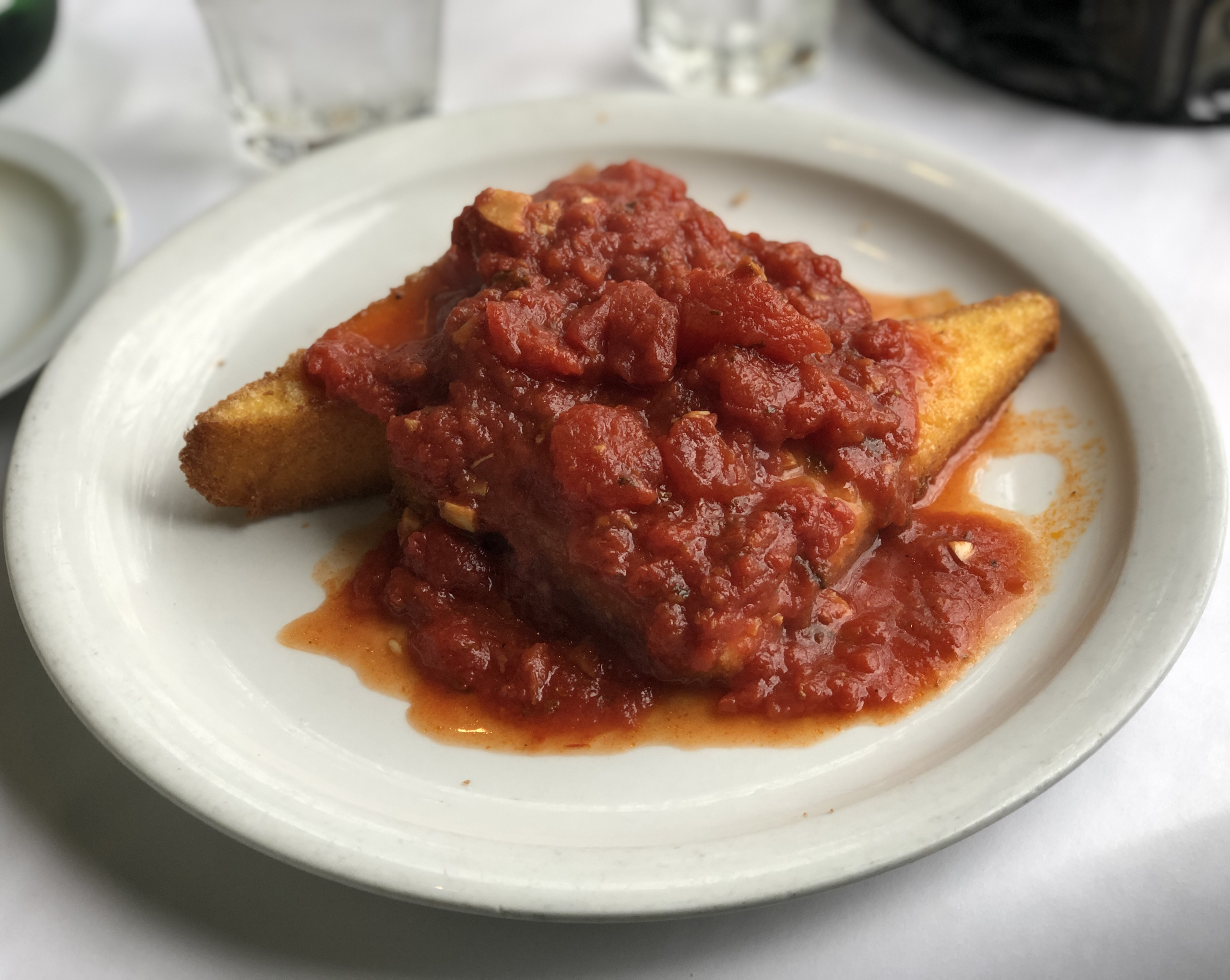
Polenta fritta avec une sauce marinara.

La polenta fritta est un primo piatto (entrée) à base de polenta populaire en Toscane, en Ombrie, dans les Marches, le Latium, en Campanie, dans les Pouilles et en Sicile. À Naples, Foggia, Bari et Messine, les triangles ou rectangles de polenta frits sont appelés scagliozzi ou scagliuozzi et sont vendus dans des friteries. C'est un plat typique de la cuisine pauvre de Bari et de Messine.

#### Polenta e salsiccia
La polenta e salsiccia est un plat populaire avec de nombreuses variantes dans de nombreuses régions italiennes et est déjà attesté par Artusi qui l'a proposé dans une version particulière avec de la polenta molle à base de farine de blé turque et de la saucisse poêlée avec sauce, pâte de tomate et parmesan.

#### Dans le sud du Trentin

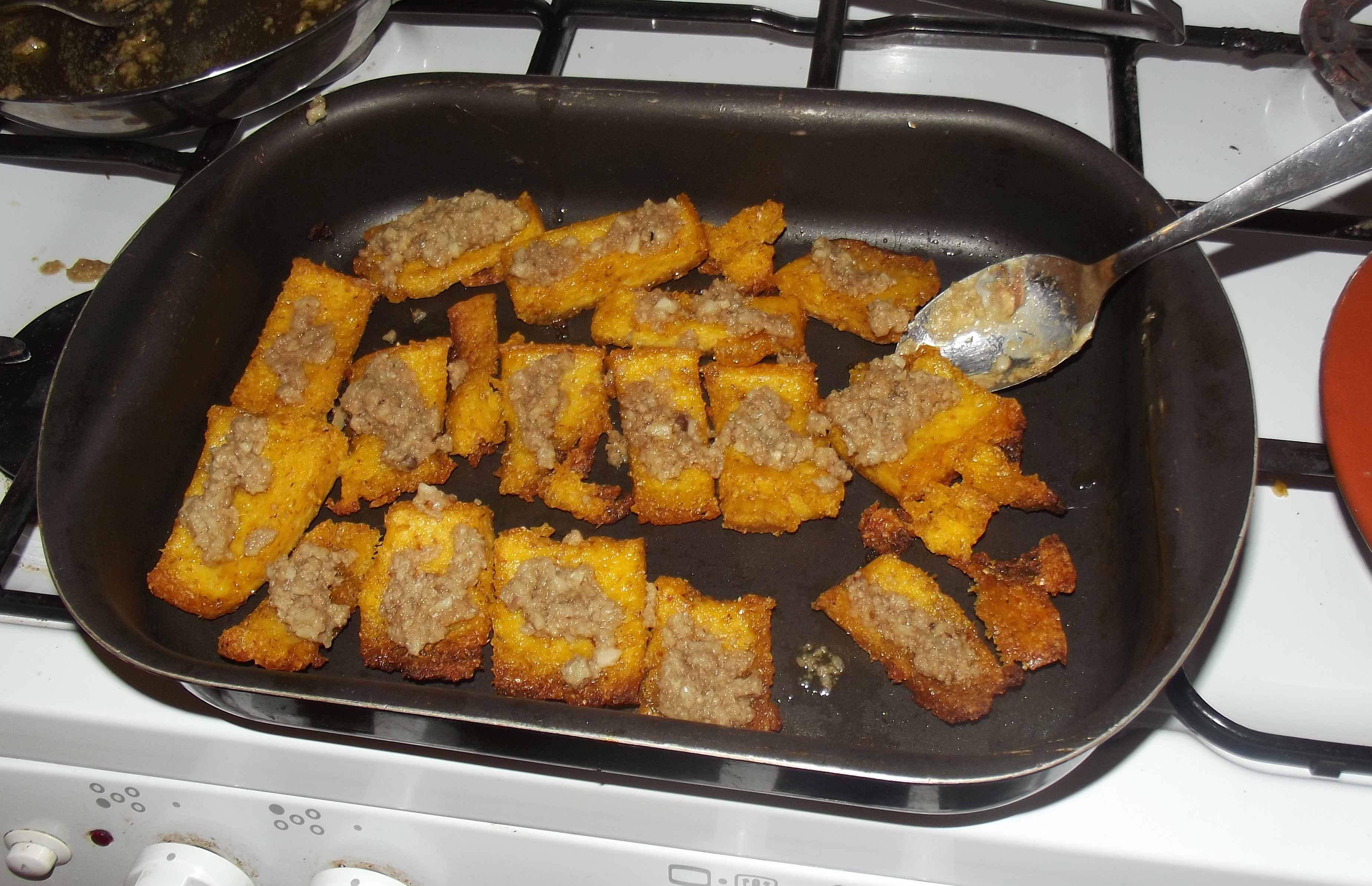
Polenta au four avec bagna cauda.

Dans les régions du sud de la province autonome de Trente, il est également d'usage de faire de la polenta di patate (polenta de pommes de terre) ou avec d'autres ingrédients qui enrichissent sa saveur. La polenta di patate est faite de quelques dés de pommes de terre cuits dans de l'eau salée qui, lorsqu'ils sont bien cuits, sont écrasés ou mixés en ajoutant de la farine de sarrasin ou un mélange de farines. Vers la fin de la cuisson, des morceaux de salami local, des fromages, des oignons frits ou des variations personnelles peuvent être ajoutés.

#### Polenta e crauti

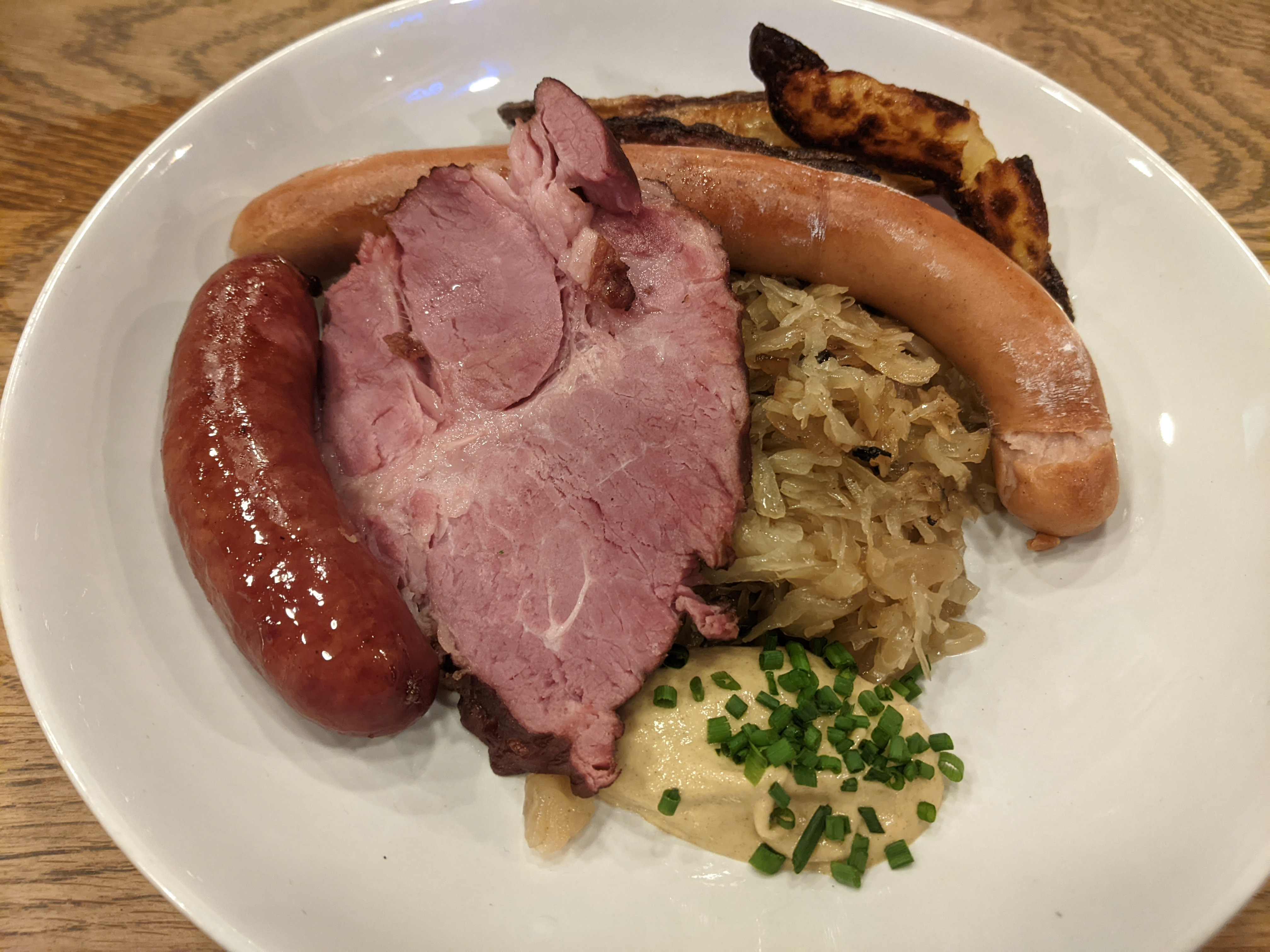
Polenta e crauti, fierté nord-italienne.

Plat typique du Tyrol, la polenta e crauti est composée de chou fermenté, de charcuterie et de polenta. Traditionnellement, les épis de maïs rouge et jaune (utilisés pour la réalisation de la polenta) sont pendus au plafond pour sécher. Ce met reflète l'histoire et la situation géographique particulières de la région du nord-est du pays (Tyrol et Trentin) et de l'empire austro-hongrois (zone italienne ayant été occupée par l'Empire pendant le XIXe siècle). Ce plat est servi en temps de fête car il rappelle toujours ce mélange d'origines germaniques et italiennes.

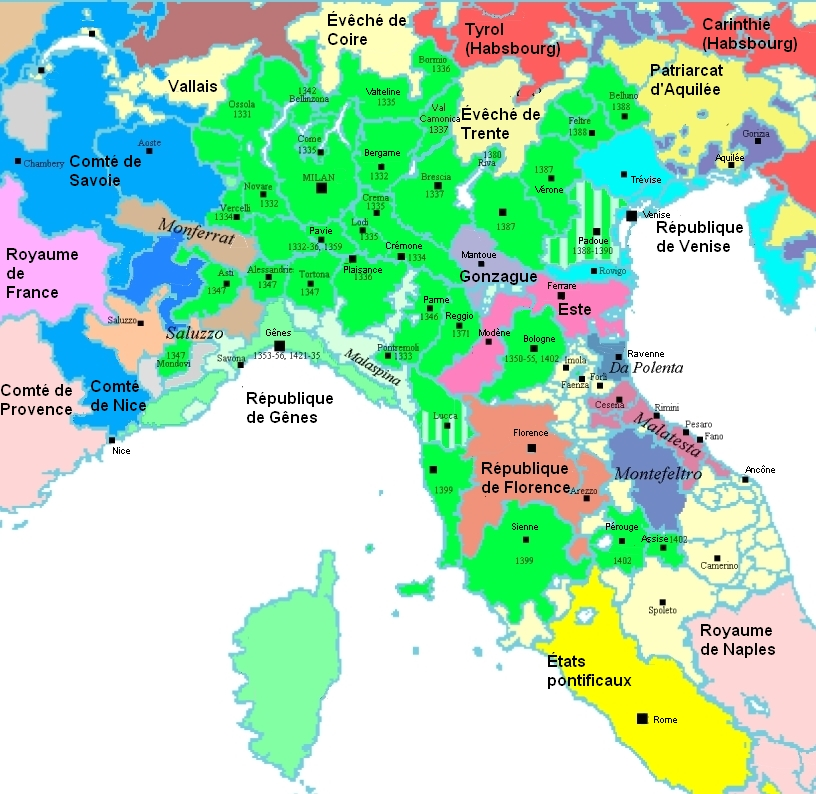
Carte de l'Italie du Nord pour situer la polenta e crauti.

#### En Romagne
En Romagne, la polenta est préparée en jetant un mélange de deux farines de maïs distinctes — fioretto (fine) et bramata (grossière) — dans le chaudron contenant une poignée de haricots cuits et leur eau. Appelée paciarela car elle est plutôt liquide (souvent consommée à la cuillère), elle est typiquement assaisonnée d'une saucisse et d'une sauce tomate ; dans les régions de montagne, elle est également préparée avec de la farine de châtaigne. La pulénta incaséda est également préparée dans une casserole, recouverte de sauce béchamel, de sauce à la viande et de Parmigiano Reggiano, puis passée au four.

#### À Tossignano
À Borgo Tossignano en Romagne, la polenta est servie « dure », en parallélépipèdes traditionnellement coupés avec du fil de coton. La polenta à base de farine de haricots et de haricots secs do pogn (« deux coups de poing ») est également courante.

#### Dans le centre de l'Italie
Dans le centre de l'Italie, la polenta prend un tout autre aspect : elle est préparée plus fluide et servie sur une planche rectangulaire en bois (appelée spiendola dans les Marches ou spianatòra dans le centre et le sud de l'Ombrie) faite de bois de cerisier ou de poirier, autour de laquelle toute la famille s'assoit pour prendre son repas. La cuisson est effectuée dans un chaudron en cuivre conique tronqué caractéristique, pendant environ 45 minutes, au cours desquelles la polenta est mélangée en continu avec un bâton spécial de bois de frêne ou de noisetier, appelé sguasciapallotti, qui permet de briser les mottes de farine de maïs.

#### En Toscane
En Toscane, où la polenta est consommée aussi de manière traditionnelle, elle peut être également frite ou cuite au four (surtout dans le cadre de la cuisine de restes de polenta) ; les croûtons de polenta, le pattona et la polenta dolce sont typiques, à base de farine de châtaigne, surtout consommés en dessert, mais autrefois, surtout en montagne, ils accompagnaient les viandes, mais aussi les poissons ou les légumes.
Dans les campagnes, en particulier dans la province de Lucques, le matuffo est courant, connu dans certaines régions sous le nom de polenda allargata, qui consiste en une polenta relativement dense, étalée sur une nappe légèrement humidifiée pour former une couche de moins d'un centimètre sur lequel on étale la sauce, généralement de la viande (gibier ou ragù) ou des champignons ; chacun prend sa part par cuillerées (ou plus souvent par fourchettes) en compétition pour voir qui « nettoie » son morceau en premier.

#### Dans le Latium, les Marches, les Abruzzes et le Molise
Dans le Latium, les Marches, les Abruzzes et Molise, la polenta est traditionnellement consommée avec deux types d'assaisonnement : le premier est une sauce tomate avec des côtes de porc et des saucisses, le second est « blanc », à base d'ail frit, d'huile, de piment, de saucisses et de pancetta ou de lard. Les deux assaisonnements peuvent être enrichis d'une généreuse poignée de pecorino râpé. Il existe des variations dans les différentes provinces de la région : par exemple dans le Bas Latium, la sauce des saucisses et des côtes nécessite que la moitié des saucisses soient du foie ; de plus, une partie de la polenta n'est pas recouverte de sauce, mais de brocoli cuit. Dans les régions intérieures des Abruzzes, comme à Sulmona, la polenta est également cuite au four et cuite en blanc avec une sauce à la saucisse.

### Plats du monde similaires à la polenta
La polenta est connue sous d'autres noms, notamment en Languedoc sous le nom de millas, en Gascogne sous le nom de cruchade, en Haïti sous le nom de maïs moulu, ou encore à La Réunion sous le nom de maïs sosso où elle entre dans la composition du plat réunionnais nommé sosso maïs, en Afrique du Sud et en Namibie sous le nom de pap (ainsi qu'au Zimbabwe, en Zambie, au Malawi, au Nigeria et au Botswana, sous divers noms en langues locales), et au sud des États-Unis sous le nom de grits.
La polenta, avec de nombreuses variantes, est également répandue en Hongrie (puliszka), à Malte (tgħasida), dans les territoires français de Savoie et du Comté de Nice, en Suisse, en Espagne (par exemple le plat castillan morcilla de burgos y polenta), Croatie (palenta, žganci ou pura), Slovénie (polenta ou žganci), Serbie (palenta), Bulgarie (kačmak), Géorgie (ghomi), Albanie (harapash), Corse (pulenta ou pulenda), Argentine et Uruguay (polenta), Brésil (polenta), Madère (Milho frito), Ukraine (culeša), Maroc chez les tribus berbères (tarwasht), Venezuela, Chili et Mexique.
En Corse, la pulenda, plat traditionnel de la cuisine corse, est préparée avec de la farine de châtaigne obtenue à partir des fruits produits par les vastes châtaigneraies présentes sur l'île, et de l'eau. Remué avec un bâton (le pulendaghju), le mélange prend de la consistance et devient presque solide. Il est recueilli dans un torchon fariné afin d'obtenir une forme circulaire. Il est alors découpé en tranches triangulaires mangées tel quel. On peut aussi les faire frire. Il prend aussi la forme d'un pain légèrement sucré accompagnant les repas hivernaux ; mais ce plat est très éloigné de ce que la plupart des Français nomment « polenta ».
En France métropolitaine, outre la nombreuse diaspora italienne chez qui elle figure souvent sur les tables dominicales, la polenta est souvent consommée dans sa forme traditionnelle dans les repas de village du Haut Pays niçois et en Savoie. Cuite à l'eau, elle s'agrémente de beurre, de fromage, d'ail (en Haute-Savoie), de sauce tomate ou de daube (dans le Haut Pays niçois). C'est le cas aussi en Vallée d'Aoste, qui présente en ce sens plus d'affinités avec les régions transalpines limitrophes qu'avec le reste de l'Italie.
Dans la région de l'ancienne Transylvanie (en Roumanie) et dans les Carpates, on l'appelle également puliszka, cette version étant cuite au four après l’ébullition, avec un fromage spécial de brebis (juhtúró) et des lardons.
En Roumanie et Moldavie, la mamaliga est une polenta cuite presque de la même manière que celle qui est préparée dans le nord de l'Italie.
Une variante, à base de semoule de maïs grossière du canton des Grisons en Suisse, est appelée bramata.
Aux Antilles néerlandaises, le funchi est tout à fait similaire à la polenta, à base de farine de maïs et consommé à la place du pain ou du riz.
Au Burundi, une polenta est préparée avec de l'eau et de la farine de manioc, sans sel, appelée en kirundi umutsima. Au Burkina Faso, la polenta de millet est l'aliment de base de l'alimentation burkinabé.
Au Mexique, les los tamales sont préparés avec de la farine de maïs nixtamalisée (traitée à la chaux), enveloppés dans des feuilles de maïs ou de bananier farcies de viande ou d'ananas et cuits à la vapeur dans un pot spécialement conçu appelé tamalera.

## Apports nutritionnels

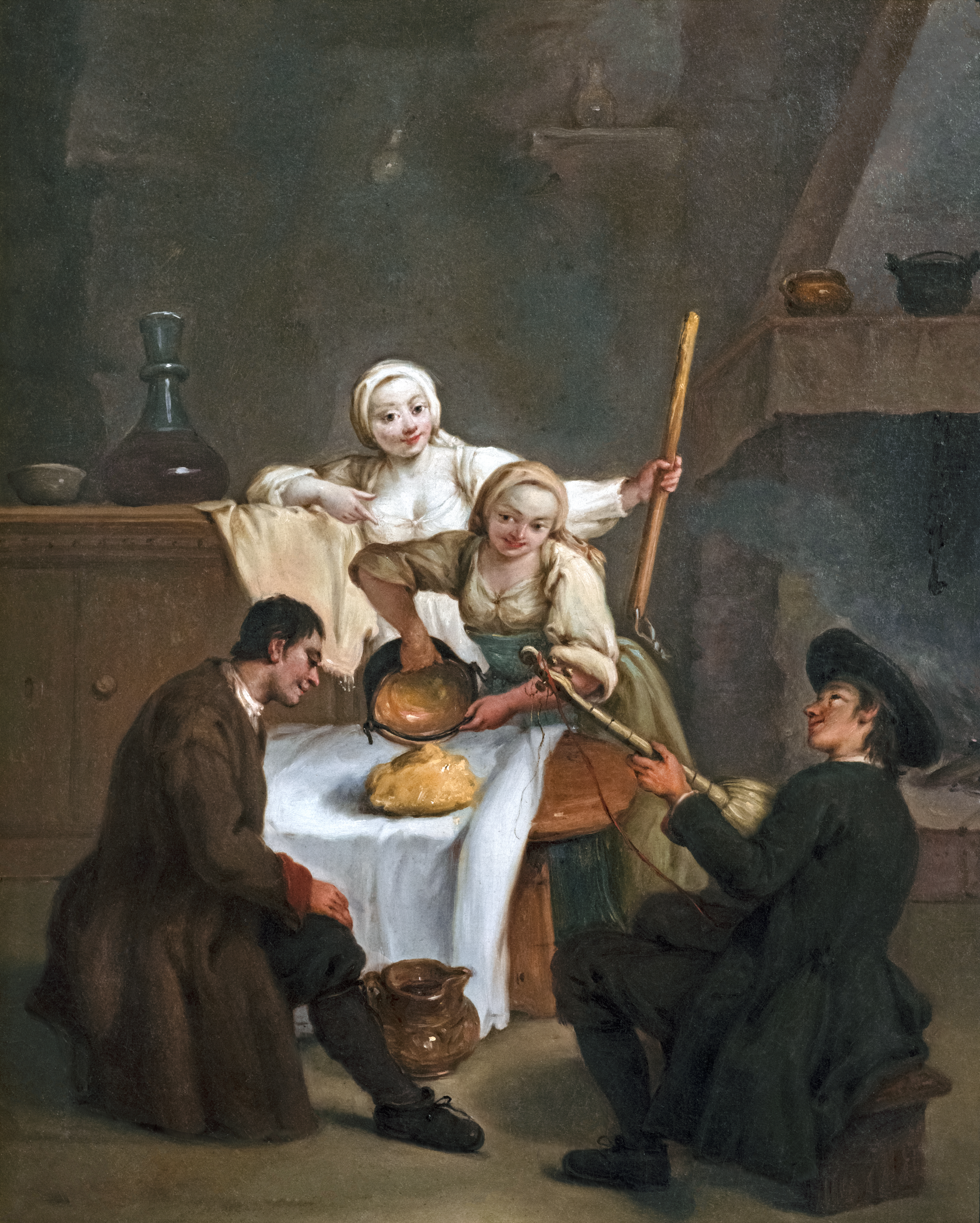
Pietro Longhi, La Polenta, Ca' Rezzonico.

Comme les autres aliments faits à base de céréales, cette semoule de maïs est principalement constituée de glucides complexes rassasiants (75 %), qui se diffusent lentement dans l'organisme. Sur le plan des vitamines, elle apporte des vitamines B, en particulier de la vitamine B9.
Lorsqu'ils constituent la seule base alimentaire, comme pour les paysans montagnards, les grains de maïs, dépourvus de vitamines et d'acides aminés essentiels, provoquent la pellagre, une maladie qui se caractérise par une faiblesse généralisée. La polenta doit donc être associée à des ingrédients variés.

## Dans l'art
La polenta en tant que nourriture populaire a été représentée à plusieurs reprises dans des peintures, et mentionnée dans des citations littéraires.
Dans la seconde moitié du XVIIIe siècle, Ludovico Pastò en écrivit un éloge dans son œuvre I due brindisi. Carlo Porta écrit un éloge du plat avec Gli osei.
Dans La Dame de qualité (scène 9, acte I) du dramaturge vénitien Carlo Goldoni (1744), Rosaura donne des conseils à Arlequin pour réussir une polenta « carnavalesque ».
Alessandro Manzoni a inséré la polenta dans une scène de I promessi sposi, en tant que protagoniste important d'une table pauvre du XVIIe siècle.
La Polenta (1740) est un tableau du maître vénitien de la scène de genre, Pietro Longhi.
La polenta e bisati (aux anguilles) est dégustée dans Païsa de Roberto Rossellini (1946).
Dans 1900 de Bernardo Bertolucci (1976), les Dalco, famille de métayers émiliens, mangent une polenta fumante, sur une bande-son nommée Polenta signée Ennio Morricone.
Dans Interdit aux chiens et aux Italiens d'Alain Ughetto (2023), l'histoire de la famille italienne du réalisateur est rythmée par les repas dont la base est toujours la polenta.